# Lochan Sròn Smeur
Lochan Sròn Smeur är en sjö i Storbritannien.   Den ligger i kommunen Perth and Kinross och riksdelen Skottland, i den nordvästra delen av landet, 600 km nordväst om huvudstaden London. Lochan Sròn Smeur ligger 390 meter över havet.  I omgivningarna runt Lochan Sròn Smeur växer i huvudsak blandskog.